# 우노촌 (오카야마현)
우노촌(宇野村)은 오카야마현 서부 조토군에 있던 촌이다. 현재의 오카야마시에 해당한다.

## 개요
아사히가와 하류 좌안에 위치했지만, 원래는 촌 지역의 중앙을 흐르고 있었으며, 오노군 4개 촌은 해당 강 우안에 위치해 있었다. 분로쿠 3년(1594년) 오카야마성이 개축 당시 우키다 히데야에 의해 현재의 강줄기로 변경됨에 따라 오노군 4개 촌도 좌안 측에 위치하게 되었지만, 군 경계 변경은 메이지 9년(1876년)까지 이루어지지 않았다

## 역사
- 1889년 6월 1일 - 정촌제 시행에 의해 조토군 우노촌이 성립하였다.
- 1931년 4월 1일 - 오카야마시에 편입, 동일 우노촌은 폐지되었다.

## 교통

### 철도
- 철도성
  - 산요본선
- 사이다이지 철도(1962년 9월 8일 폐지)